# Vania en la calle 42
Vania en la calle 42 (en inglés: Vanya on 42nd Street) es una película dramática dirigida por Louis Malle y Andre Gregory. El argumento está basado en la obra teatral de Antón Chéjov: Tío Vania con el guion adaptado por David Mamet.

## Reparto
- Wallace Shawn ... Vanya
- Julianne Moore ... Yelena
- Larry Pine ... Astrov
- Brooke Smith ... Sonya
- George Gaynes ... Serybryakov
- Phoebe Brand ... Marina
- Jerry Mayer ... Telegin
- Lynn Cohen ... Vonenskaya

## Producción
Al cabo de tres años, Andre Gregory y un grupo de actores se reunieron para trabajar en un proyecto con el objetivo de entender las obras de Chéjov. La película fue rodada en su totalidad en el Teatro New Ámsterdam, ubicado en la Calle 42 de Nueva York. El vestuario para las interpretaciones se compuso de ropa actual (a diferencia de la novela).
En ningún momento se promocionó la película, por lo que las actuaciones iban dirigidas hacía un público invitado. Gregory y Malle decidieron documentar la obra y desarrollarla. El resultado final fue una película tras la colaboración en grupo.

### Localización
Los ensayos y el casting tuvieron lugar en el abandonado Teatro Victory de la misma calle y después se rodó en New Amsterdam. Construido en 1903, el local fue la sede de las revistas musicales Ziegfeld Follies. A finales de los años 30 fue rehabilitado para la proyección de cine. Hasta 1982, el teatro estuvo cerrado de manera "temporal". 
No obstante, el estado del local tras años de abandono era ruinoso y el escenario estaba roído por ratas dejando la tarima no apta para trabajar, por lo que la zona estuvo restringida a la orquesta que debía tocar.[cita requerida]
Para la producción de la película, algunos asientos fueron remplazados y se levantó una pequeña plataforma para el reparto y el equipo técnico. Poco después de la filmación, The Walt Disney Company compró la sala y restauró el edificio para su reapertura en 1997.

## Ficha artística y técnica
- Shawn, Gregory y Malle trabajaron anteriormente en la película de 1981: My Dinner with Andre.
- Esta producción fue una de las últimas de la carrera cinematográfica de Malle.
- Julianne Moore fue una de las principales actrices de la película, campaña de promoción de la película incluida. Esto indujo a la confusión a los cinéfilos que pensaban que la película trataba de una mujer llamada Vanya.
- En el reparto de Vanya on 42nd Street aparecen varios actores que ya participaron en obras de teatro, entre los que se incluye George Gaynes, Larry Pine, Phoebe Brand, Brooke Smith y Lynn Cohen.